# Maxim Asowski
Maxim Asowski (russisch Максим Иванович Азовский; * 4. Juni 1986 in Zelinograd, Kasachische SSR, Sowjetunion) ist ein ehemaliger kasachischer Fußballspieler.

## Karriere

### Verein
Asowski begann seine Karriere in der Jugendmannschaft von FK Astana-64, von wo er 2002 in die erste Mannschaft von FK Ekibastusez wechselte. Anfang des Jahres 2004 unterschrieb der Stürmer einen Vertrag bei Oqschetpes Kökschetau, welchen er nach wiederum einen halben Jahr verließ und zum FK Taras wechselte. Dort konnte er mit dem nationalen Pokal seinen ersten Titel gewinnen. 2005 spielte er eine Saison beim FK Almaty, wo im Endklassement Platz 15 erreicht wurde. Daraufhin spielte er zwei Saisonen bei seinem Stammklub FK Astana-64, wo er 2006 auch erstmals kasachischer Meister wurde. 2007 kehrte er nach Alma-Ata zurück und spielte 2008 eine weitere Saison in der ehemaligen Hauptstadt. 2009 war Asowski bei Ordabassy Schymkent und Schetissu Taldyqorghan unter Vertrag. Seit 2010 spielte Asowski dann für die Vereine Lokomotive Astana, Aqschajyq Oral, erneut Schetissu Taldyqorghan, Spartak Semei und vor seinem Karriereende 2017 war er nochmals für den FK Taras aktiv.

### Nationalmannschaft
Von 2005 bis 2011 absolvierte der Stürmer dann 16 Partien für die kasachische A-Nationalmannschaft. Sein Debüt gab Asowski am 29. Januar 2005 im Testspiel gegen Japan, als er bei der 0:4-Niederlage in Yokohama zur Halbzeit für Sergej Larin eingewechselt wurde. In dieser Zeit debütierte Asowski auch für die U-21-Auswahl und bestritt vier EM-Qualifikationsspiele.

## Erfolge
- Kasachischer Pokalsieger: 2004, 2010
- Kasachischer Meister: 2006